# Comitato Olimpico Angolano
Il Comitato Olimpico Angolano (noto anche come Comité Olímpico Angolano in portoghese) è un'organizzazione sportiva angolana, nata nel 1979 a Luanda, Angola.
Rappresenta questa nazione presso il Comitato Olimpico Internazionale (CIO) dal 1980 ed ha lo scopo di curare l'organizzazione ed il potenziamento dello sport in Angola e, in particolare, la preparazione degli atleti angolani, per consentire loro la partecipazione ai Giochi olimpici. L'organizzazione è, inoltre, membro dell'Associazione dei Comitati Olimpici Nazionali d'Africa.
L'attuale presidente è Gustavo Dias Vaz Da Conceicão, mentre la carica di segretario generale è occupata da Mario Rosa Rodrigues Da Almeida.